# 東洋自由新聞
東洋自由新聞（とうよう じゆう しんぶん）は、明治初期に刊行された新聞。

## 概要
1881年（明治14年）3月18日に東京で創刊。山城屋の稲田政吉を社主とする東洋自由新聞者発行。社は東京銀座通りの活版印刷所績文社に同居。
自由民権運動が興隆した明治14年10月に結党される自由党の準備会において機関紙発行が否決されたため、フランス留学経験のある華族の西園寺公望や仏学塾を経営する中江兆民（篤助）、光妙寺三郎らフランス派知識人と、新潟の山際七司、長野県安曇野の松沢求策ら地方で活躍した民権派が合流して独自に創刊された。
幹事の松田正久、監督委員に森新三郎。編集委員には主筆の中江のほか、柏田盛文、上条信次、桑野鋭、松沢求策、林正明らを社員に東京で創刊。自由民権と君民共治、フランス流急進自由主義を主張。当初は2000部を印刷し、後に1600部に減じた。
西園寺の社長就任は明治政府や宮中でも物議を醸し、右大臣岩倉具視は宮内卿で西園寺の実兄にあたる徳大寺実則に働きかけ、明治天皇の内諭により社長辞任を申し入れる。西園寺は内諭を退けるが、辞任要請が内勅となると西園寺は屈服して4月9日に辞任した。さらに内勅の事実を檄文によって暴露した松沢求策らが逮捕されるなど言論弾圧の影響を受け社主の稲田が手を引くと資金が欠乏し、同年4月30日の34号で休刊に陥り、事実上の廃刊となった。再刊を目指す山際らは自由党機関紙『自由新聞』へ合流。
東京大学明治新聞雑誌文庫（現　東京大学大学院法学政治学研究科附属近代日本法政史料センター）に全号が保存されているほか、西田長寿編による復刻版がある。